# Richard Arkless
Pour les articles homonymes, voir Arkless.
Richard Lambert Thomas Arkless (né le 7 juillet 1975) est un homme politique du Parti national écossais, qui est député de Dumfries et Galloway de 2015 , à 2017.

## Jeunesse et éducation
Arkless est né à Stranraer en 1975 . Il passe une première partie de son enfance à vivre à Londres . Il revient à Stranraer à l'âge de huit ans .
Il est titulaire d'un BA en services financiers de l'Université calédonienne de Glasgow et d'un LLB de l'Université de Strathclyde .

## Carrière politique
Arkless commence à défendre l'indépendance de l'Écosse après les élections au Parlement écossais de 2007 au cours desquelles le SNP est élu pour la première fois en tant que gouvernement minoritaire .
Candidat pour le SNP aux élections générales britanniques de 2015, Arkless obtient 23 440 voix, soit 41,4 % des voix exprimées, remportant une majorité de 6 514 voix . Il bat Russell Brown du Labour, qui occupe le siège de Dumfries et Galloway depuis sa création dix ans auparavant en 2005 ,,,. Sa femme Anne travaille comme son assistante personnelle . Arkless perd son siège aux élections générales britanniques de 2017 au profit du conservateur Alister Jack. Il obtient 16 701 voix, 32,4% des voix exprimées . Aux élections de 2019, Arkless se présente de nouveau pour le siège de Dumfries et Galloway en tant que candidat du SNP. Il obtient 20 873 des voix, 40,6 % des voix exprimées. Il perd contre le secrétaire écossais, Alister Jack pour la deuxième fois.